# Ірклей Валерій Михайлович
Валерій Михайлович Ірклей (4 лютого 1941, Івано-Франківськ — 22 вересня 2010) — доктор технічних наук, професор кафедри технології полімерів і хімічних волокон Київського національного університету технологій і дизайну.

## Біографія
Народився 4 лютого 1941 року в Івано-Франківську. У 1963 році закінчив хіміко-технологічний факультет Київського технологічного інституту легкої промисловості, після чого працював у Київській філії Всесоюзного науково-дослідного інституту штучного волокна Мінхімпрому СРСР. По закінченню військової служби у 1965 році повернувся до КФ ВНДІШВ, який пізніше був реорганізований в Український державний науково-дослідний інститут штучного волокна, де по 2000 рік працював молодшим науковим співробітником, завідувачем лабораторії та відділу, заступником директора з наукової роботи і директором інституту.

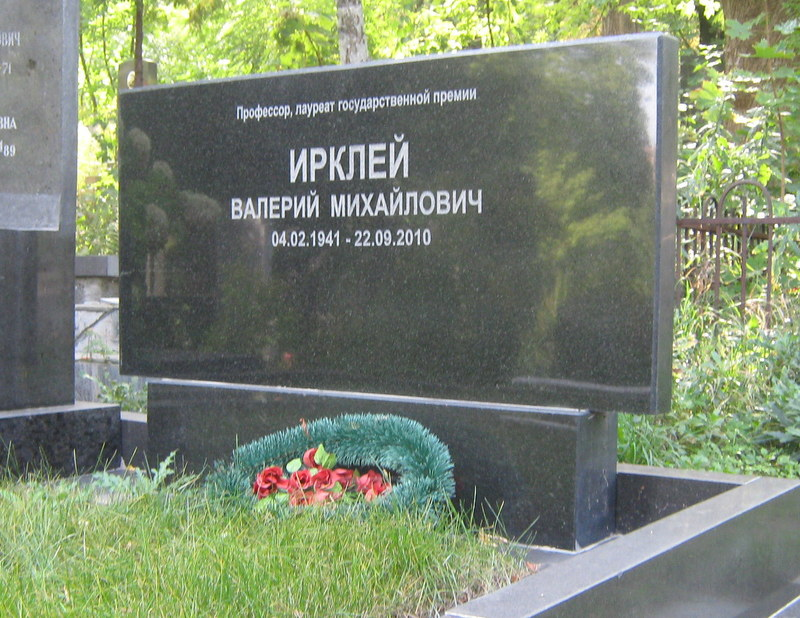
Могила Валерія Ірклея

З 2000 року на постійній роботі в Київському державному університеті технологій та дизайну. Помер 22 вересня 2010 року. Похований в Києві на Байковому кладовищі.

## Наукова діяльність
Підготував чотирьох кандидатів наук. Автор понад 230 наукових праць, отримав 53 авторські свідоцтва, один патент Німеччини, п'ять патентів Росії і два патенти України. Роботи і винаходи, які стосуються виробництва хімічних волокон, ниток, плівок, оболонок і мембран, знайшли практичне втілення в багатьох країнах колишнього СРСР і Європи. Його наукові розробки були відзначені дипломом 1 ступеня Держкомітету з науки СРСР, однією золотою, двома срібними, двома бронзовими медалями ВДНГ СРСР та грамотами.

## Відзнаки
Відмінник хімічної та нафтопереробної промисловості СРСР. Винахідник СРСР. Нагороджений орденом Дружби народів, п'ятьма медалями. Лауреат Державної премії України в галузі науки і техніки (2007; за цикл робіт «Наукові основи, розроблення та впровадження конкурентоздатних ресурсозберігаючих технологій волокнистих матеріалів та виробів»).